# 東灘区
東灘区（ひがしなだく）は、神戸市を構成する9区のうちの一つで、同市の東端に位置する。西は灘区、東は芦屋市、北は北区と隣接している。
1995年の阪神・淡路大震災では、住吉周辺で最大震度7を記録する等、区内全域にわたり大きな被害を受けた。震災以後、マンションの増加や都心部へのアクセスの良さ（JR住吉駅に快速が、阪神御影駅に特急が、岡本駅・魚崎駅には全列車が停車し、それぞれ三宮へ約7分、梅田へ約20分程で到着可能）等の諸理由により、他市・他区からの転入者（特に若い子育て世代）の増加が著しく、震災後新たな区民となった割合が4割を超えている。そのため、区内の出生数も多い状態にあり、「多子高齢化」の状況が続いている。
また、神戸市第二の海上文化都市六甲アイランドは、全域当区内に属する。

## 地理
神戸市の最東部に位置し、南は大阪湾に面する。沖合には六甲アイランドがある。
- 山：六甲山標高931.3m
- 河川：住吉川（二級河川、幹川流路延長4,073m、流域面積11.49km2）

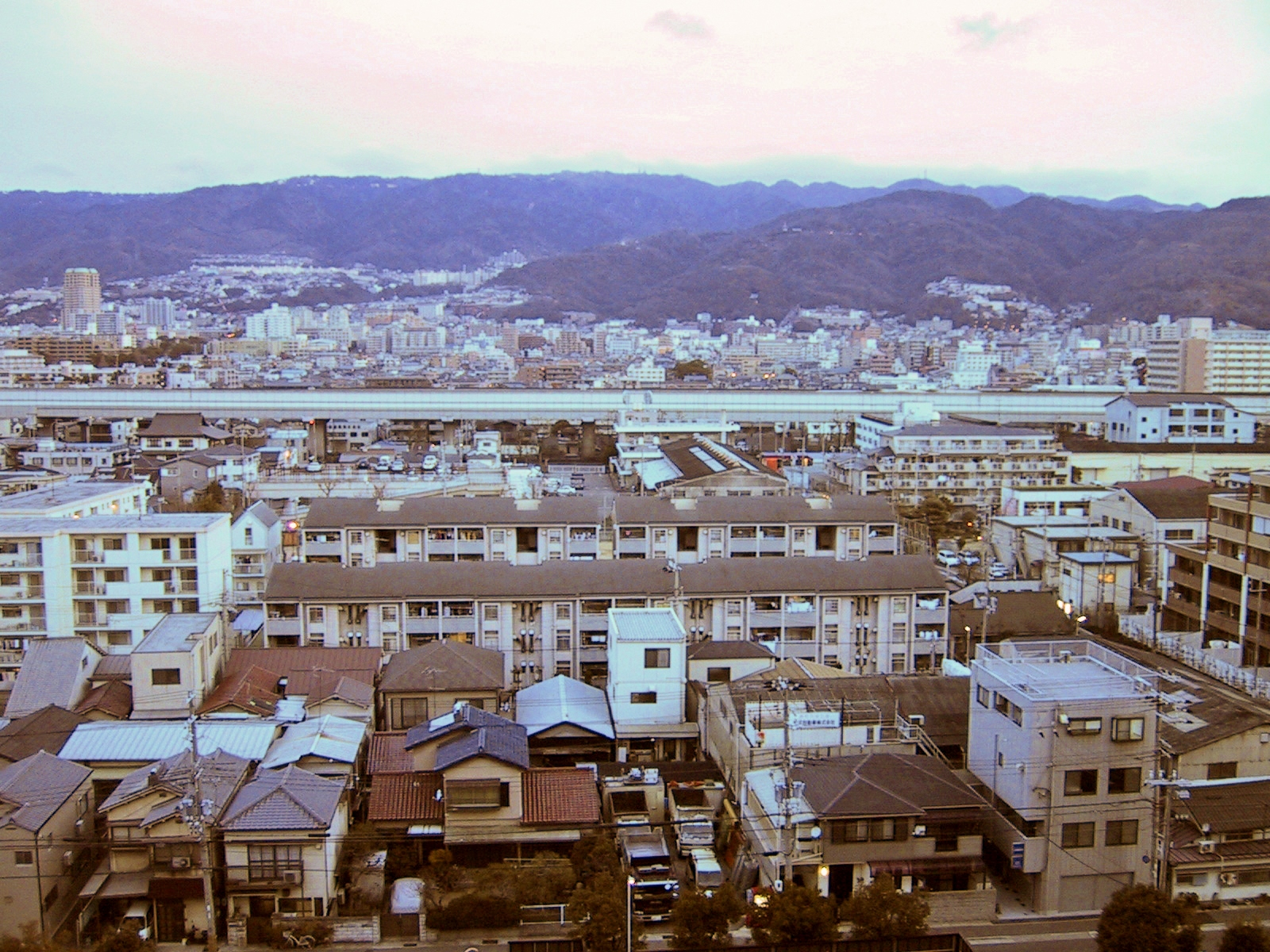
六甲山を背にした早朝の東灘区の市街地

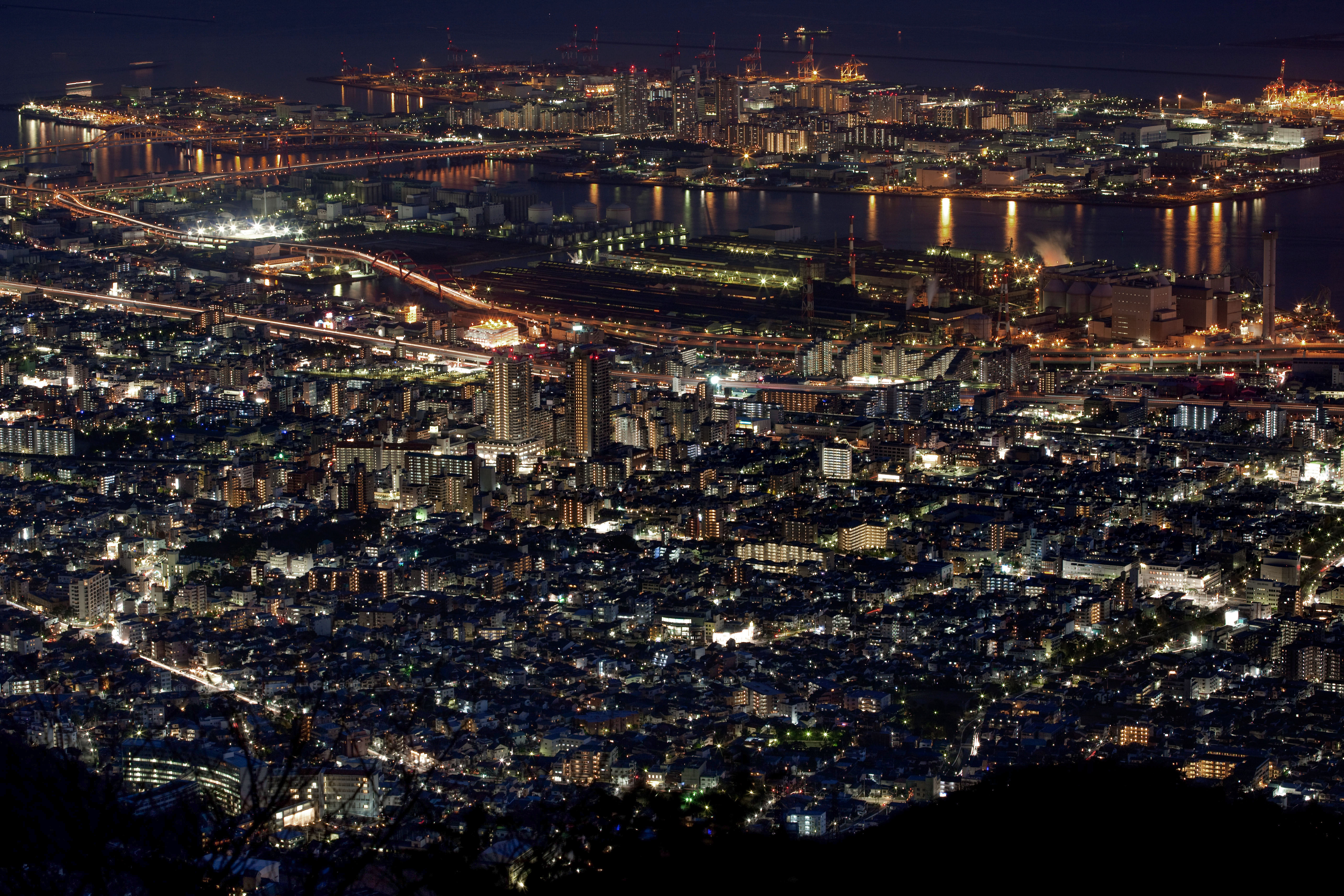
掬星台から望む東灘区の夜景

## 歴史
- 縄文時代 現在の深江北町から西岡本にかけて、縄文遺跡5箇所が確認されている。
- 弥生時代 荒神山・保久良山・金鳥山・赤塚山・坂下山・森北等に高地性集落が設けられ、恐らく末期に埋設された銅鐸が5個、近現代に出土している。 社伝によると201年頃本住吉神社が創建されたとされる。
- 古墳時代 数多くの古墳が築かれたが、後代にその殆どは失われた。
- 律令時代 摂津国菟原郡の一部となり、葦原郷・佐才郷・住吉郷・覚美郷などの一部乃至全部が、現東灘区内に含まれた。保久良神社が延喜式神名帳に記載された。畿内と大宰府を結ぶ山陽道が整備され、現在の、当区の本庄地区から芦屋市にかけての地域の何れかに『葦屋駅家』が設けられた。
- 平安時代 北野神社領山路荘が住吉川沿いに存在した。一ノ谷の戦いで源範頼軍の陣地が設けられた。
- 鎌倉時代 春日神社領山道加納荘が住吉に存在した。
- 南北朝時代 湊川の戦い戦域の東端となる。現御影北方の平野城、現岡本の山路城、その北方五百山の五百山城が存在した。北野神社領得井時枝荘が西部に存在した。
- 室町時代 初期は赤松氏領となり、変遷の末細川氏領となる。
- 戦国時代 三好長慶、松永久秀、荒木村重、池田恒興・池田輝政と支配者が変転し、本住吉神社が戦火に焼かれ、現在の当区に相当する地域内には森・中野・小路・北畑・田辺・岡本・野寄・田中・深江・青木・西青木・魚崎・横屋・住吉・郡家・御影・石屋・東明の郷村が形成された。1504年（永正元年）の大規模水害『慈明寺流れ』で、後に『住吉村観音林』と呼ばれる地域（神戸市編入後の『住吉町観音林』を経て現在の住吉山手の南東部・住吉本町の北東端に相当する）にあった大規模寺院慈明寺が消滅。跡地に観音堂が設けられ、1545年（天文14年）の水害で流失した事に因んで、観音林（かんのんばやし）と呼ばれるようになる。
- 桃山時代 豊臣家の直轄領となる。
- 江戸時代初期 尼崎藩の藩領となる。
- 江戸時代中期、灘五郷の発達などにより、幕府の天領となる。
- 1874年（明治7年）5月11日 大阪〜神戸間鉄道開通。住吉駅の開業は同年6月1日。
  - 明治30年頃より、住吉村界隈を発祥の地として1940年頃までを後世になって阪神間モダニズムの時代と呼ぶようになった。
- 1905年（明治38年）4月12日 阪神電気鉄道が後に本線となる神戸（三宮雲井通）〜大阪（出入橋）を開業。当区に相当する地域内には、深江・青木・魚崎・住吉・御影・石屋川の各駅を開設[注釈 1]。
- 1909年（明治42年）9月20日 二楽荘本館竣工。
- 1920年（大正9年）7月16日 阪神急行電鉄（阪急電鉄の前身）が神戸線を開業。当区に相当する地域内には岡本・御影の両駅を開設。
  - 御影を代表とする、六甲山麓の住宅開発はこの開業を大きな契機として開始された。
- 1925年（大正14年）頃 深江文化村がオープン。
- 1927年（昭和2年）阪神国道開通。阪神国道電軌（後の阪神国道線）もこの時営業開始（現在の当区に相当する地域内が含まれる区間は1974年に廃止）。
- 1932年（昭和7年）10月18日 二楽荘焼失。
- 1933年（昭和8年）5月 御影公会堂完成。
- 1934年（昭和9年）3月16日 日本初の国立公園の一つとして指定された瀬戸内海国立公園に、後に東灘区内となる（区外も含む）]

六甲山が含まれていた。
- 1935年（昭和10年）12月25日 摂津本山駅新設開業。
- 1938年（昭和13年）7月3〜5日 阪神大水害。住吉川が氾濫。
- 1945年（昭和20年）3月17日、6月5日 神戸大空襲で大きな損害を被る。
- 1950年（昭和25年）4月1日 御影町・魚崎町・住吉村が神戸市に編入合併し当区を新設（後述）。
- 1950年（昭和25年）10月10日 本庄村・本山村が神戸市に編入合併し当区に所属、この時点で現在の当区を構成する5地域がほぼ成立（後述）。
- 1955年（昭和30年）東灘区役所が、旧御影町役場から住吉川西岸国道2号南沿いに新築した東灘区総合庁舎（当時。現在は東灘図書館のある場所。以下同）に移転。
- 1965年（昭和40年）神戸東部第2工区埋立竣工（現在の住吉浜町・御影浜町）。
- 1967年（昭和42年）神戸東部第3工区埋立竣工（現在の魚崎浜町）。
- 1968年（昭和43年）東灘消防署本署を東灘区総合庁舎（当時）に移転。
- 1969年（昭和44年）神戸東部第4工区埋立竣工（現在の深江浜町）。
- 1970年（昭和45年）六甲有馬ロープウェー開通。表六甲線の大部分と天狗岩駅を区内に設置（その後、1972年に区内の沿線全線が灘区に編入されたが、2004年12月19日を以って同線は運転休止）。
- 1972年（昭和47年）3月15日 山陽新幹線開業。区内全線が六甲トンネル内で、駅は無い。
- 1988年（昭和63年）六甲アイランドが完成。
- 1990年（平成2年）2月21日 神戸新交通六甲アイランド線（六甲ライナー）が開業。住吉・魚崎・南魚崎・アイランド北口・アイランドセンター・マリンパークの各駅を設置。
- 1992年（平成4年）六甲山最高峰の米軍通信基地跡地が返還される。
- 1995年（平成7年）1月17日 阪神・淡路大震災（兵庫県南部地震）が発生。この大地震で最大の被害を受けたのが神戸市東灘区であり、区内での死者は1,469人に達した（負傷者は3,382人）[2]。震災により、19万人いた人口が15万5千人にまで落ち込んだ。
- 1996年（平成8年）10月1日 甲南山手駅新設開業。
- 1998年（平成10年）2月2日 六甲アイランド南工事着手[3]。
- 2000年（平成12年）1月 東灘区役所・東灘消防署本署を、国道2号を挟んで北向かいに新築した東灘区総合庁舎に移転[注釈 2]。
- 2003年（平成15年） 区の人口が20万人を超える。

### 埋立を除く行政区域の変遷
- 1950年（昭和25年）4月1日 - 神戸市が武庫郡御影町・住吉村・魚崎町を編入してその区域をもって区を設置。本来この辺りが灘の中央部であることから灘区とすべきであったが、すでに灘区が存在したため、市長裁定で東灘区となった。加古川に接する田園地帯の西区よりも遅く編入された。
- 1950年（昭和25年）10月10日 - 神戸市が武庫郡本庄村・本山村を編入。
- 1972年（昭和47年）6月1日 - 住吉町五介山（魚崎・住吉・野寄3者共有）・住吉町西谷山（住吉学園所有林）・本山町岡本の各一部を灘区に編入（現・六甲山町）。

### 史蹟・旧跡

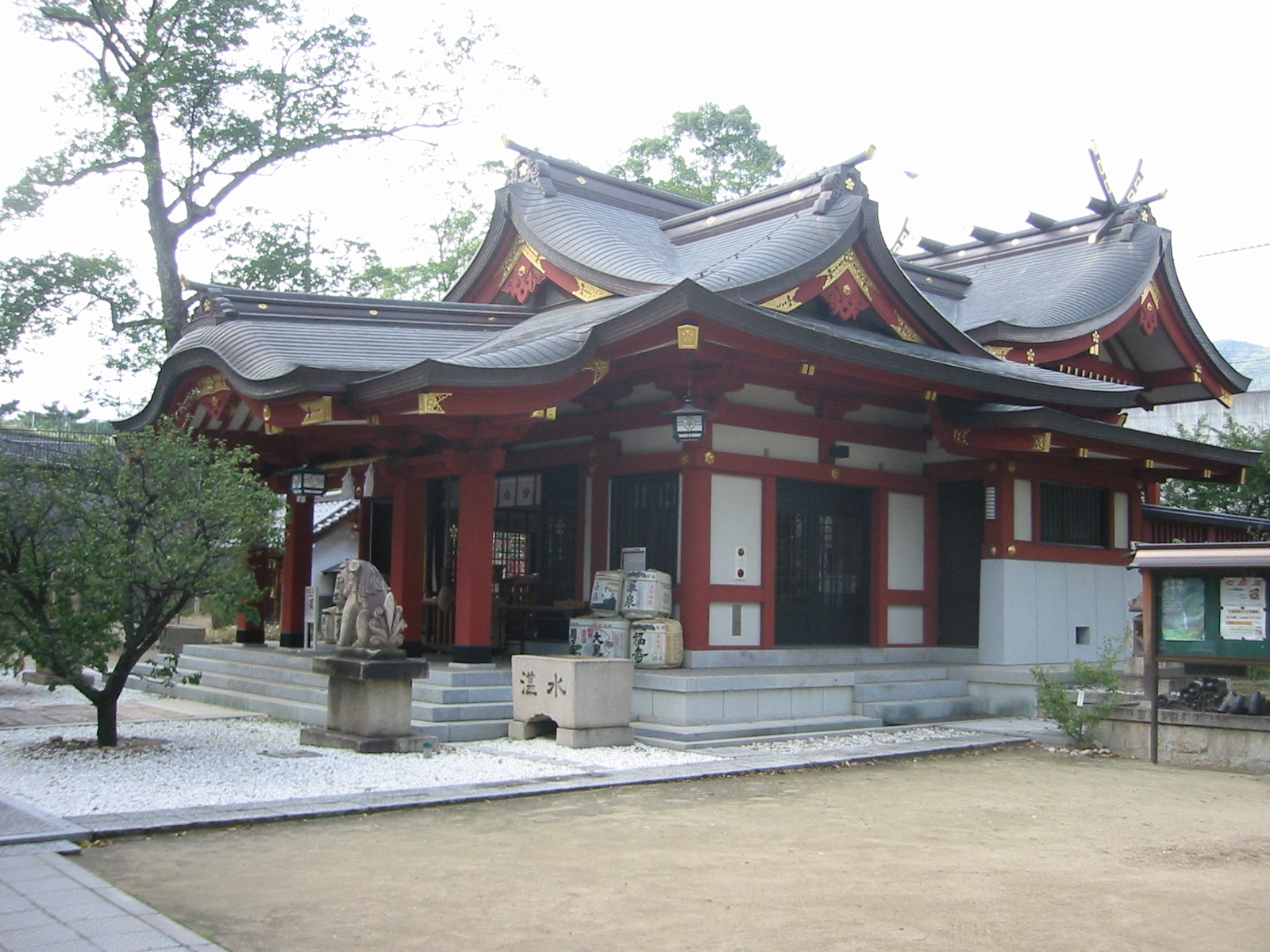
綱敷天満神社

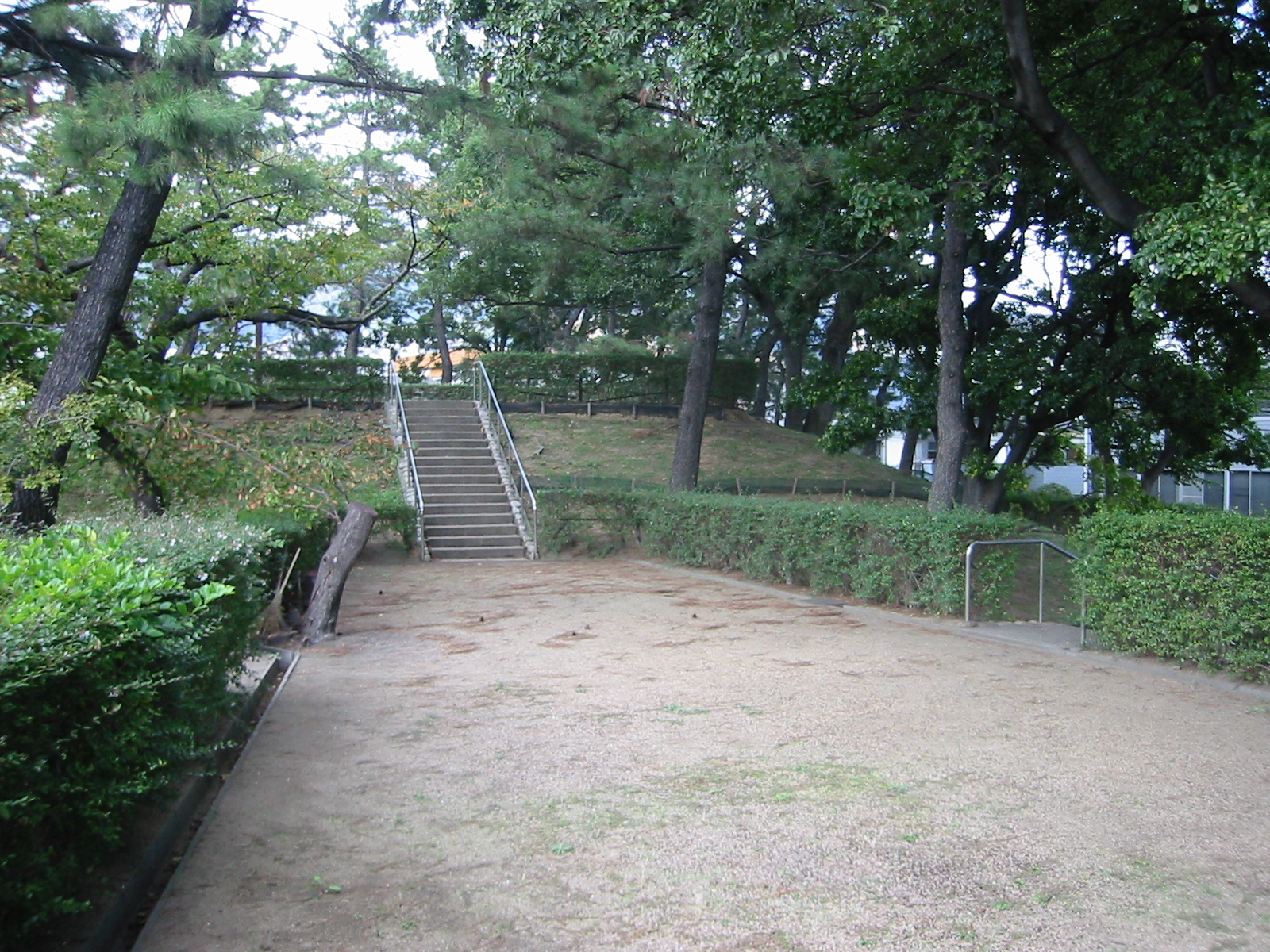
処女塚古墳

- 処女塚古墳（御影塚町）
- 東明八幡神社（御影塚町）
- 本住吉神社（住吉宮町）
- 綱敷天満神社（御影）
- 保久良神社（本山町北畑）
- 弓弦羽神社（御影郡家）
- 二楽荘跡（本山町岡本）

## 人口
- 1950年　 44,871
- 1955年　108,464
- 1960年　134,349
- 1965年　155,908
- 1970年　171,125
- 1975年　183,872
- 1980年　183,284
- 1985年　184,734
- 1990年　190,354
- 1995年　157,599
- 2000年　191,309
- 2005年　206,037
- 2010年　210,408
- 2015年　213,634

## 東灘区の地区
御影地区
- 御影
- 御影郡家
- 御影中町
- 御影本町
- 御影石町
- 御影塚町
- 御影山手
- 御影浜町

住吉地区
- 渦森台
- 住吉台
- 住吉山手
- 鴨子ヶ原
- 住吉本町
- 住吉宮町
- 住吉東町
- 住吉南町
- 住吉浜町

魚崎地区
- 魚崎中町
- 魚崎北町
- 魚崎南町
- 魚崎西町
- 甲南町
- 魚崎浜町

本山地区
- 田中町
- 岡本
- 西岡本
- 本山中町
- 本山北町
- 本山町
- 本山南町
- 森北町
- 森南町
- 甲南台

本庄地区
- 青木
- 北青木
- 本庄町
- 深江本町
- 深江北町
- 深江南町
- 深江浜町

六甲アイランド
- 向洋町中
- 向洋町西
- 向洋町東

## 機関・施設

### 区役所
- 東灘区役所

### 警察
- 東灘警察署

### 消防
- 東灘消防署（東灘区役所庁舎に併設）

### 上水道
- 阪神水道企業団本庁舎
- 本山浄水場
- 住吉浄水場（休止中神戸市ホームページ 神戸の水道）

### 下水道
- 東灘処理場

### 火葬場
- 神戸市立甲南斎場

### 国の機関
- 海上自衛隊阪神基地隊
- 国土交通省 神戸運輸監理部 魚崎庁舎（兵庫陸運部）
- 国土交通省 近畿地方整備局 六甲砂防事務所

### 外国の機関
- 在大阪インドネシア共和国総領事公邸
- 在大阪・神戸インド総領事公邸

## 地域

### 教育

#### 大学・短期大学
- 神戸大学 海洋政策科学部（深江キャンパス＝旧神戸商船大学）
- 甲南大学
- 甲南女子大学
- 神戸薬科大学
- 神戸国際大学
- 頌栄短期大学

#### 高等学校
公立
- 兵庫県立東灘高等学校
- 兵庫県立御影高等学校
- 神戸市立六甲アイランド高等学校

私立
- 灘高等学校
- 甲南女子高等学校

#### 中等教育学校
- 神戸大学附属中等教育学校

#### 中学校
市立
- 神戸市立本庄中学校
- 神戸市立魚崎中学校
- 神戸市立本山中学校
- 神戸市立本山南中学校
- 神戸市立住吉中学校
- 神戸市立御影中学校
- 神戸市立向洋中学校

私立
- 灘中学校
- 甲南女子中学校

#### 小学校
市立
- 神戸市立東灘小学校
- 神戸市立本庄小学校
- 神戸市立本山南小学校
- 神戸市立福池小学校
- 神戸市立魚崎小学校
- 神戸市立本山第一小学校
- 神戸市立本山第二小学校
- 神戸市立本山第三小学校
- 神戸市立住吉小学校
- 神戸市立御影小学校
- 神戸市立渦が森小学校
- 神戸市立御影北小学校
- 神戸市立六甲アイランド小学校
- 神戸市立向洋小学校

私立
- 甲南小学校
- 高羽六甲アイランド小学校

#### 幼稚園
市立
- 神戸市立東灘のぞみ幼稚園
- 神戸市立魚崎幼稚園
- 神戸市立遊喜幼稚園
- 神戸市立住吉幼稚園
- 神戸市立御影幼稚園

私立
- 若草幼稚園
- 甲南幼稚園
- 群華幼稚園
- 本山幼稚園
- 光の園幼稚園
- 岡本信愛幼稚園
- 甲南同胞幼稚園
- 茅渟の浦幼稚園
- 住吉学園幼稚園 - 敷地内に禍福無門の碑がある。
- 青い鳥学園第一幼稚園
- 青い鳥学園第二幼稚園
- 渦が森幼稚園
- 星の園幼稚園
- 頌栄幼稚園
- 六甲アイランド幼稚園
- 夢の星幼稚園
- 親和保育園

#### 特別支援学校
- 神戸市立友生支援学校住吉分校

#### 各種学校
- カナディアン・アカデミー
- ルーテル国際学園ノルウェー学校
- 神戸ドイツ学院インターナショナル

### 病院
- 甲南医療センター - 同系列の六甲アイランド甲南病院との間や、周辺駅・周辺各所と結ぶ、専用シャトルバスを運行。
- 六甲アイランド甲南病院
- 東神戸病院
- 宮地病院

東灘区で救急車に搬送された場合は上の4つの病院に行くか、灘区や中央区などにある病院に行く。

### 集合住宅

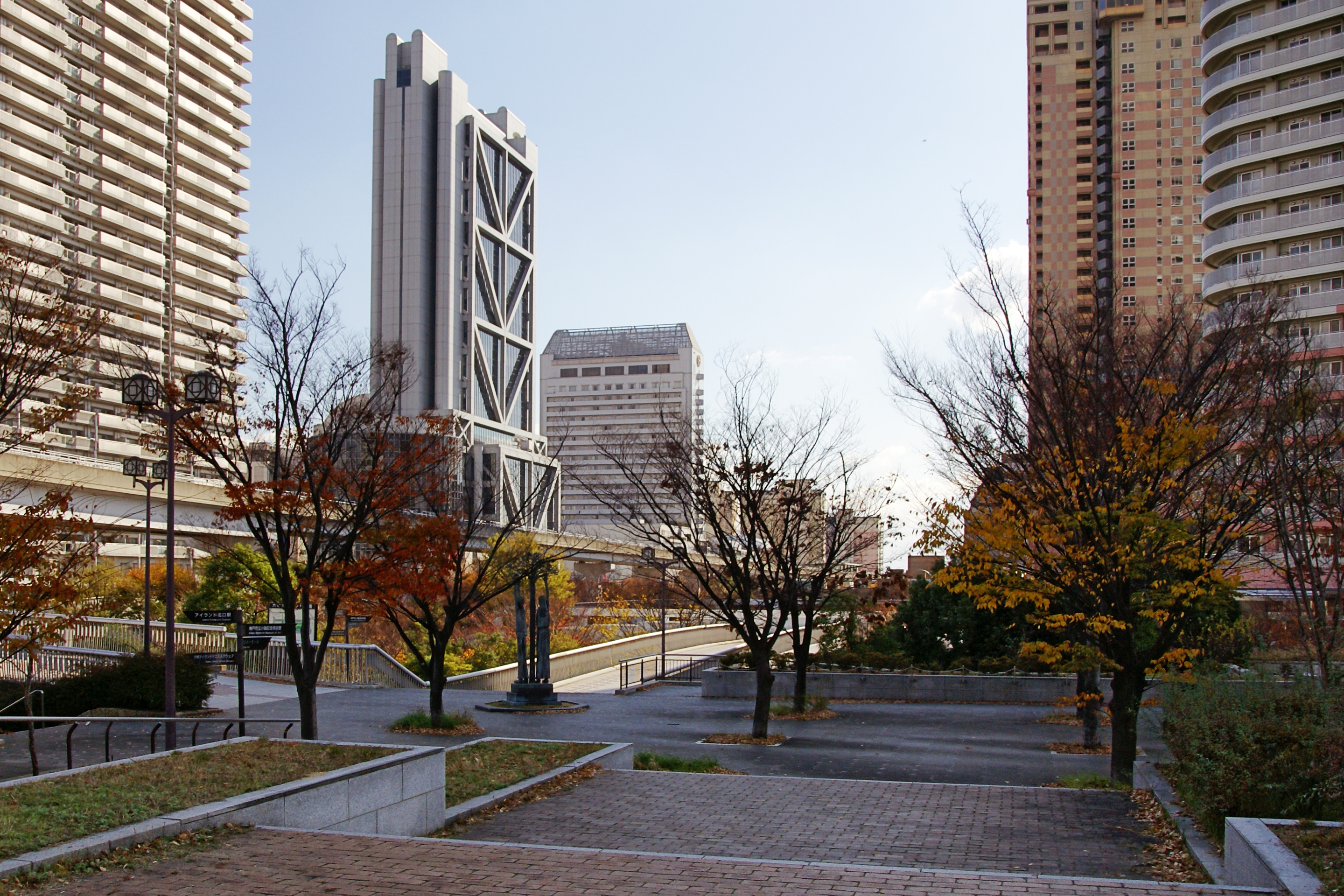
六甲アイランドシティの街並み。たくさんの住宅団地が立ち並ぶ。

前述のとおり六甲アイランドをはじめ区内に多数のマンションが建設したため集合住宅が増加している。主な集合住宅は以下の通り。

#### 超高層マンション
- ビュータワー住吉館
- 御影タワーレジデンス
- 住吉川リバーサイドフォーラムザ・レジデンス
- プラウドタワー住吉

#### 大規模マンション
- 渦森コーポ
- 六甲アイランドシティウエストコート
- 六甲アイランドシティイーストコート
- Brilliaレジデンス六甲アイランド
- シーフォレスト神戸ルネ六甲アイランドCITY
- シップス本山
- モンセーヌ住吉川公園
- 住吉山手コモンズ
- コスモ本山

#### 住宅団地
- 都市再生機構シティコート住吉本町
- 都市再生機構ルネシティ深江本町
- 都市再生機構ルネシティ魚崎中町
- 都市再生機構KOBE・岡本
- 都市再生機構グリーンヒルズ御影 - 御影団地を建て替えた住宅団地。
- 兵庫県住宅供給公社アメニティコート住吉本町
- 兵庫県住宅供給公社アメニティコート岡本
- 県営神戸深江北町住宅
- 県営青木住宅
- 市営魚崎西住宅
- 市営魚崎南住宅
- 市営青木南住宅
- 市営北青木住宅
- 市営深江北住宅
- 市営深江南住宅
- 六甲金属社宅
- 大黒正宗酒造社宅
- 帝人岡本社宅
- 川崎重工業新本山社宅
- 阪九フェリー魚崎社宅

かつて存在した住宅団地
- 都市基盤整備公団御影団地 - 建て替えられて「グリーンヒルズ御影」となった。
- 市営西青木住宅 - マネジメント計画による市営住宅再編のため閉鎖された。
- 市営魚崎新堀住宅 - 同上。
- 市営青木住宅 - 同上。
- 市営住吉宮の前住宅 - 同上。

## 隣接している自治体・行政区
- 神戸市 （灘区、北区）
- 芦屋市

## 交通

### 鉄道路線
区内を市営地下鉄は通っていない（他には灘区、垂水区が該当する）。
- 中心駅・区役所の最寄駅 : JR住吉駅
- 西日本旅客鉄道（JR西日本）
  - 山陽新幹線：区内に駅はない。また、区内はすべて六甲トンネルの区間内である。
  -  東海道本線（JR神戸線）：甲南山手駅 - 摂津本山駅 - 住吉駅
    - なお、JRの摩耶駅（旧東灘信号場）は隣の灘区にあり（六甲道駅と灘駅の間に位置する）、かつては「東灘」という名前を名乗っていたが、これは摩耶駅の記事内の説明にも有る通り、「『灘』駅の『東』に所在している（貨物駅→操車場→信号場）」という意味であり、当区とは無関係である[注釈 3]。
- 阪急電鉄
  -  神戸本線：岡本駅 - 御影駅
- 阪神電気鉄道
  -  阪神本線：深江駅 - 青木駅 - 魚崎駅 - 住吉駅 - 御影駅 - 石屋川駅
- 神戸新交通
  -  R  六甲アイランド線（六甲ライナー）：住吉駅 - 魚崎駅 - 南魚崎駅 - アイランド北口駅 - アイランドセンター駅 - マリンパーク駅（全線区内）

### 道路
高速自動車国道
- 区内は路線指定なし。

阪神高速道路
- 3号神戸線
- 5号湾岸線

一般国道
- 国道2号
- 国道43号
- 国道171号（区内全域において一般国道2号と重複）

主要地方道
- 兵庫県道16号明石神戸宝塚線（六甲山上を走るため、区内をかすめる程度）

その他の県道
- 兵庫県道722号東灘芦屋線

その他の広域幹線道路
- 山手幹線

### バス
- 神戸市バス - 区内の大部分を運行。担当営業所は魚崎営業所。
- 阪神バス - 阪神国道（国道2号）上を走る。神戸税関前〜阪神西宮駅間を結ぶ。
- みなと観光バス (神戸市) - 六甲アイランド・住吉台・森北町と鉄道駅などを結ぶ形を主に運行。
- 阪急バス - 区内で営業路線はないが六甲線の回送が通る。なお、兵庫区以東の区で阪急バスの路線が全くないのは当区のみ[注釈 4]。
- 神戸フェリーバス - 六甲アイランドフェリーターミナルを中心に、周辺駅と結ぶ路線やユニバーサル・スタジオ・ジャパンと結ぶ路線を運行。

東灘区は、神戸市9区では灘区、長田区、垂水区とともに神姫バスの路線が乗り入れていない区でもある。

### 航路
- 神戸港
  - 六甲アイランドフェリーターミナル
    - RF1 フェリーさんふらわあ
      - 神戸港 ←→ 大分港

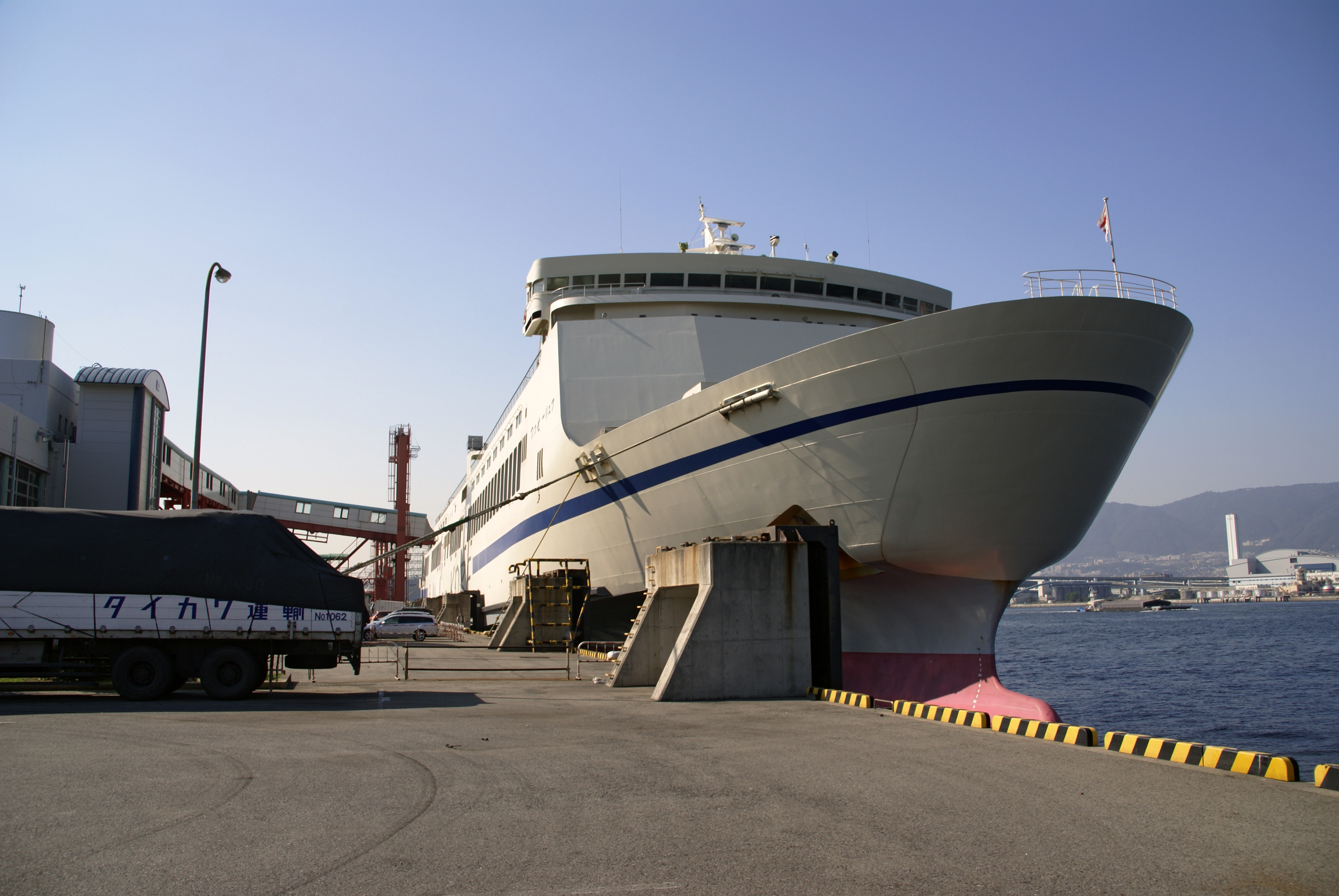
六甲アイランドフェリーターミナル

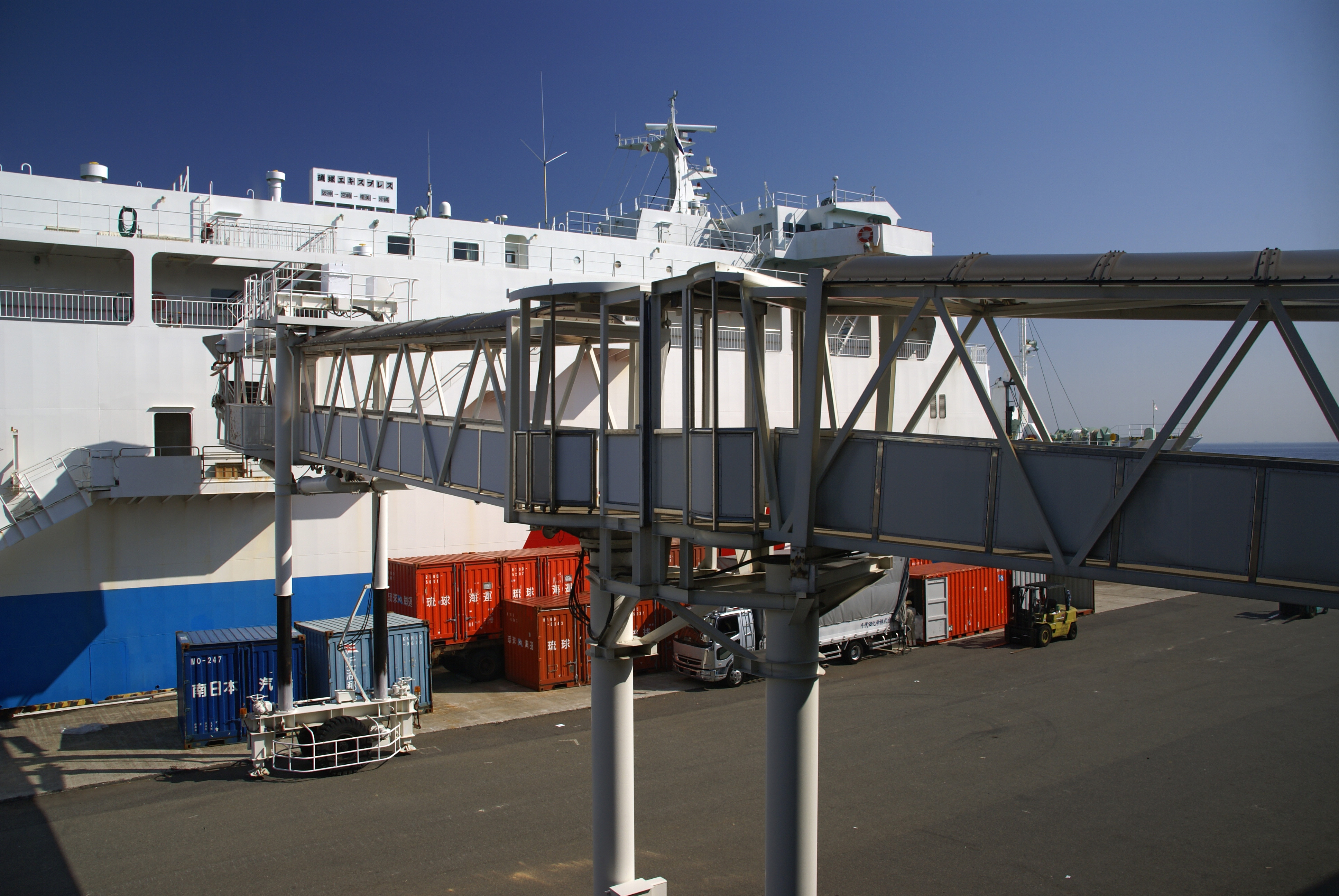
六甲船客ターミナル

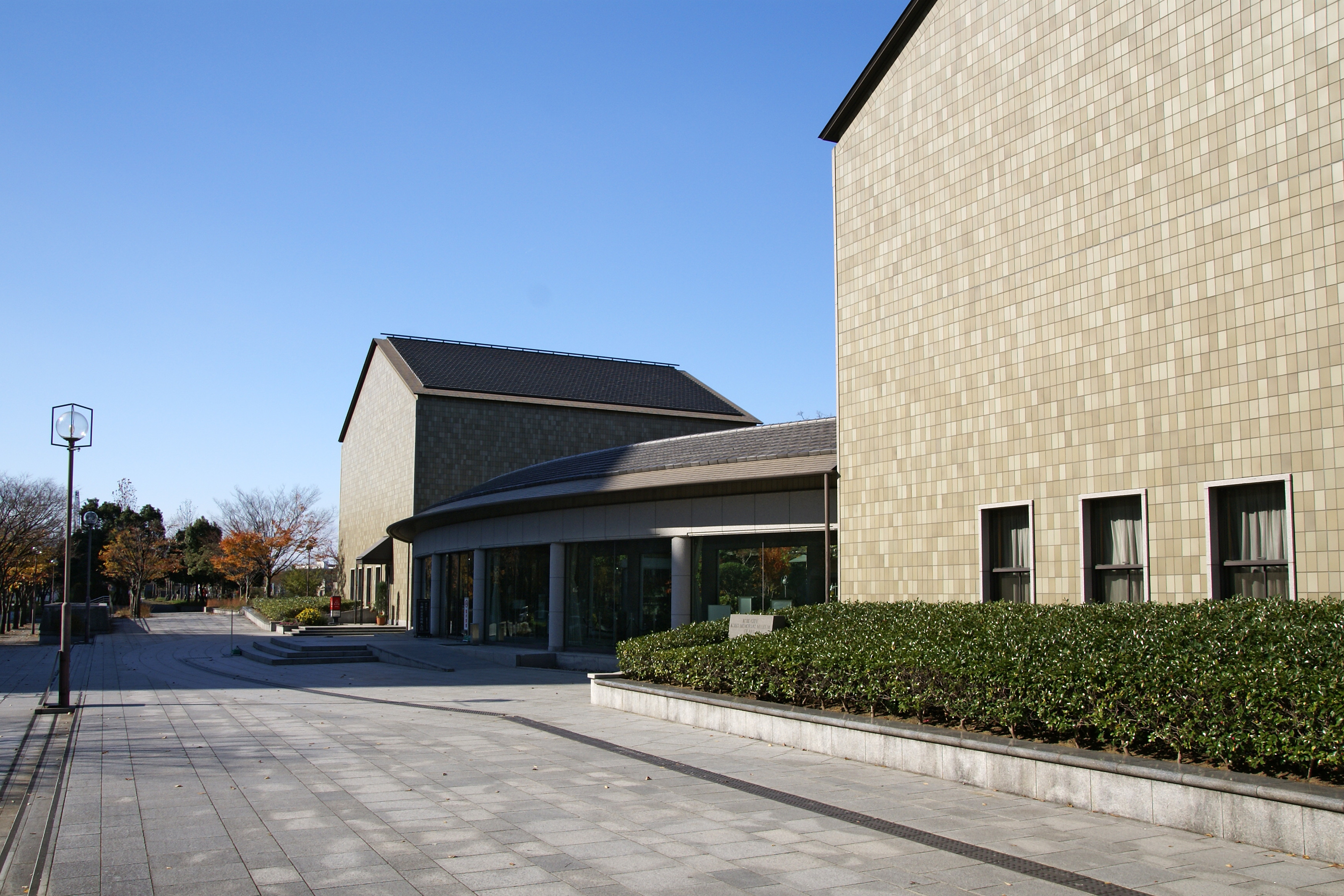
小磯記念美術館

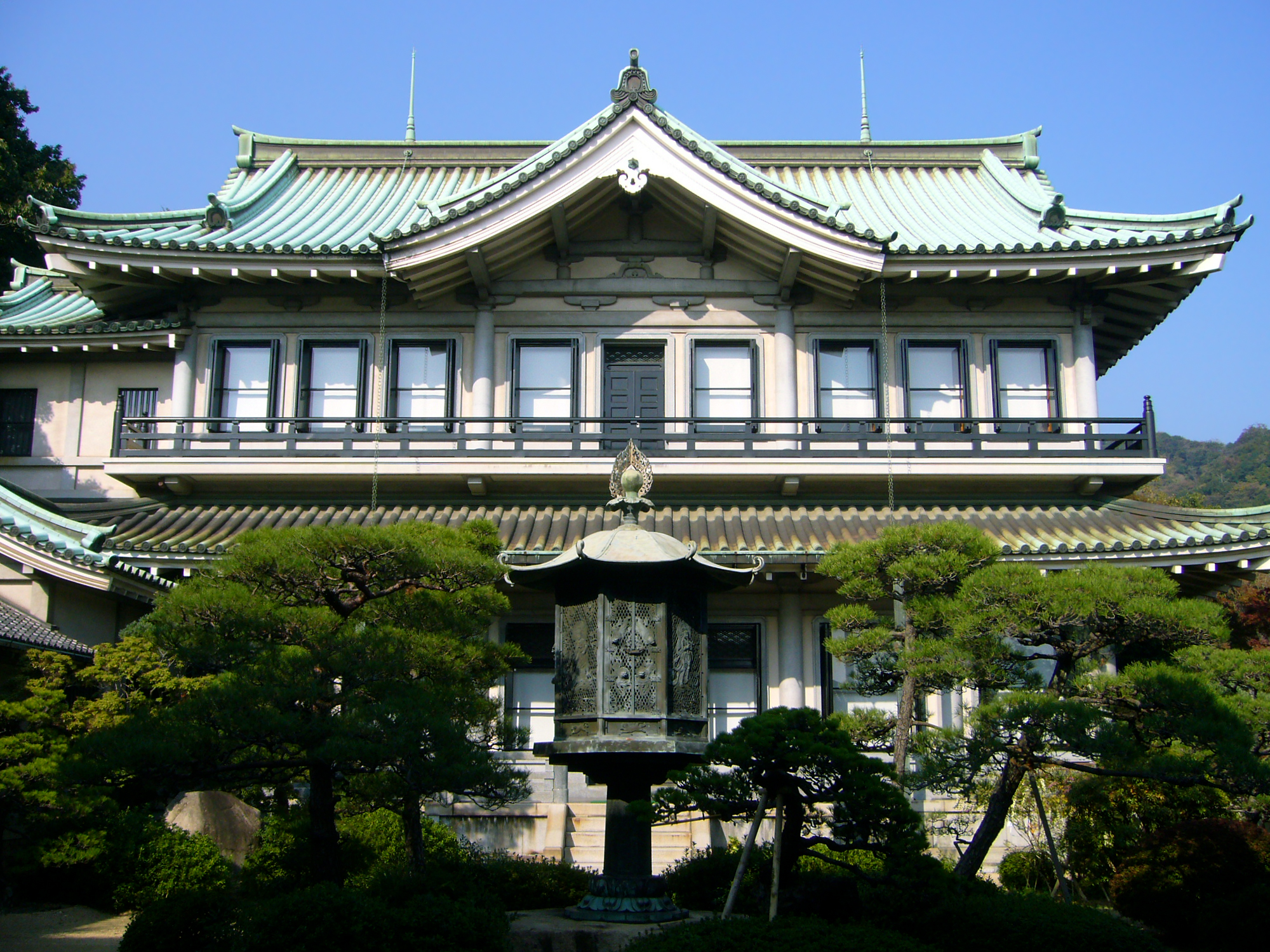
白鶴美術館

    - RF2 阪九フェリー - やまと（13,353トン）、つくし（13,353トン）
      - 神戸港 ←→ 新門司港

    - RF3 四国開発フェリー（オレンジフェリー） - おれんじホープ（15,732トン）
      - 神戸港 ←→ 新居浜港

  - 六甲船客ターミナル
    - マルエーフェリー（週1〜2便・寄港地は便により異なる） - 琉球エキスプレス（6,266トン）
      - 神戸港 ←→ 大阪港  ←→ 名瀬港 ←→ （亀徳港） ←→ （和泊港） ←→ （与論港） ←→ 那覇港

## 名所・観光スポット・祭事・催事
- 神戸市立小磯記念美術館
- 香雪美術館
- 白鶴美術館
- 世良美術館
- 豊雲記念館
- 海事博物館
- 倚松庵（谷崎潤一郎旧居、『細雪』執筆の地）
- 深江文化村
  - 冨永家住宅（登録有形文化財）
  - 古澤家住宅（登録有形文化財）
  - ベーカー邸
- 乾邸
- 酒匠館
- 菊正宗酒造記念館
- 白鶴酒造資料館
- だんじり祭（5月はじめ）
- 処女塚古墳（国の史跡）
- 岡本梅林公園
- 神戸市立御影公会堂
- 神戸ファッション美術館
- 神戸ゆかりの美術館
- 神戸ファッションマート
- 神戸ファッションプラザ
- リバーモール
- アーバングルメポート
- 稲荷神社（森稲荷神社）
- 六甲山最高峰（北区との境界）
- 五助堰堤（灘区との境界）
- 一軒茶屋（本山・住吉と有馬温泉を結んだ魚屋道（ととやみち）・住吉道の、六甲山最高峰直下に江戸時代に設けられ今日まで続く峠の茶屋。兵庫県道16号明石神戸宝塚線に面する）

## 出身有名人
- 浅野ゆう子（女優） - （私立）神戸青い鳥幼稚園（現『青い鳥学園第一幼稚園』）・本山第一小学校出身[4]。
- 葦原邦子（宝塚歌劇団名男役、女優）
- 芦田信（JCRファーマ創業者・会長兼CEO）
- 桜　稲垣早希（お笑い・ものまね芸人、元お笑いコンビ桜で現在はピン芸人）[注釈 5] - 福池小学校・魚崎中学校出身[5]。
- 小原正子（お笑いコンビクワバタオハラ）
- 金田龍光（特定失踪者）
- 河田潤一（政治学者、大阪大学名誉教授、東灘区生まれ）
- 久保佳那子（ミュージカル俳優）
- 小南満佑子（ミュージカル女優）
- 鈴木杏樹（女優）[6]
- 高島忠夫（俳優）
- 高嶋弘之（音楽ディレクター、プロデューサー）
- 高野あさお（ラジオパーソナリティ）
- 武田博行（サッカー選手）
- 竹山宜典（医学者、近畿大学教授、神戸大学附属住吉小学校・神戸大学附属住吉中学校出身）
- 田中実（北朝鮮による拉致被害者）
- 月田承一郎（医学者、元京都大学教授、灘中学校・高等学校出身）
- 天上博規（ロックバンド、LEGONIC TRAPのメンバー）
- 橋本じゅん（俳優、声優）
- 原秀六（法学者、滋賀大学名誉教授、神戸市立御影北小学校・神戸市立御影中学校出身）
- 深水彰彦（ミュージカル俳優）
- 別府健至（元陸上選手、日本体育大学陸上競技部駅伝監督）
- 松井一矢（陸上競技選手、トライアスロン選手）
- 森山未來（俳優）
- もんたよしのり（ヴォーカリスト、シンガーソングライター、俳優） - 出生は広島県、本庄中学校出身[7]。
- 山本千尋（女優、元武術太極拳選手）
- 吉田大蔵（ヒップホップグループ、ケツメイシのメンバー）
- 鷲崎健（ラジオパーソナリティ、ミュージシャン）